# Modern Records
Modern Records war ein auf Blues-, Jazz- und Country-Musik spezialisiertes unabhängiges amerikanisches Plattenlabel, das von Jules Bihari am 21. April 1945 in Los Angeles gegründet wurde.

## Brüder
Julius Jeremiah Bihari (* 8. September 1913, † 17. November 1984) war der zweitälteste von vier Brüdern, zu denen noch Lester Louis (* 12. Mai 1912, † 9. September 1983), Saul Samuel (* 8. März 1920, † 22. Februar 1975) und Josef „Joe“ (* 30. Mai 1925; † 28. November 2013) gehörten. Alle Brüder waren im Schallplattengeschäft involviert, entweder in maßgeblicher Position bei Modern Records als Familienunternehmen oder unterhielten eigene Plattenlabels. Jules übernahm bei Modern Records die Talentsuche und die Produktion der Musikaufnahmen, Saul die Plattenherstellung und Lester den Vertrieb. Auch die Schwestern Florette, Rosalind und Maxine waren mit Verwaltungsaufgaben betraut. Ab 1941 betrieb Jules in Los Angeles Jukeboxen. Als er diese jedoch nicht vollständig mit Jazz- und Bluesplatten befüllen konnte, entschloss er sich zur Gründung eines Plattenlabels. Außerhalb der Familie konnten als weitere A&R-Manager Maxwell Davis, Austin McCoy, George Motola, Jake Porter, Lester Sill und Ike Turner gewonnen werden.

## Der Labelkatalog entwickelt sich

Hadda Brooks – Just A Little Blusie

Die erste Single bei Modern Records war Hadda Brooks mit den Instrumentalaufnahmen Just A Little Blusie (sic) / Swingin‘ the Boogie (Mai 1945; Modern 102), die 800 Dollar Studiokosten verschlangen. Neben Brooks am Piano wirkten hierbei Jimmie Black (Altsaxophon), Basie Day (Bass) und Al Wichard (Schlagzeug) mit. Von den ersten sieben Singles des Modern-Katalogs stammten 6 von Brooks, die mit ihrem Trio 25 Singles herausbrachte. Mit den Instrumentaltiteln That’s My Desire (Mai 1947; Rang 4) und What Have I Done? (Oktober 1948; Rang 3) konnte sie sich gut in der Rhythm-&-Blues-Hitparade platzieren. Hadda Brooks war auch die erste, die Jules Bihari im September 1949 wegen nicht bezahlter Royalties von 193.000 Dollar verklagte. Erster Hit in der Rhythm-&-Blues-Hitparade für Modern waren jedoch die Three Blazers mit So Long (November 1946; Rang 4) mit einem Umsatz von mindestens 50.000 Exemplaren. Erster Nummer-eins-Hit für das Label war Pee Wee Craytons Hit Blues After Hours (Oktober 1948). Bis Oktober 1947 wurden bei Modern 650 Aufnahmen hergestellt, von denen jedoch nur 100 erschienen.

## Tochterlabels und Aufnahmestudios
Die Bihari-Brüder gründeten eine Vielzahl von Tochterlabels, insbesondere Colonial (im Januar 1949), RPM (Oktober 1950), Meteor Records (November 1952), Flair (Januar 1953), Crown (Dezember 1953; Budgetalbums) oder Kent Records (März 1958). Teilweise brachten dieselben Künstler parallel bei zwei Tochterlabels ihre Platten heraus, was für die Transparenz nicht gerade förderlich war. Viele dieser Sublabels wurden bereits nach kurzer Lebensdauer wieder liquidiert. Modern Records besaßen trotz ihres schnellen Wachstums keine eigenen Tonstudios wie andere Independent-Labels. Anstatt dessen wurden die meisten frühen Platten bei Radio Recorders in Los Angeles, Houston oder Detroit aufgenommen. Ab Juli 1950 begann Modern Records die Zusammenarbeit mit dem Memphis Recording Service, dem Vorgänger von Sun Records; ein eigenes Presswerk ging im März 1947 in Betrieb. Ab August 1951 ließ Modern nicht mehr bei Sun Records aufnehmen.

## Cut-In
Jules Taub, Joe Josea oder Sam Ling waren einige Pseudonyme von Komponisten, hinter denen sich die Bihari-Brüder verbargen. Seit 1949 übten sie die Praxis des Cut In aus und ließen sich neben den wirklichen Komponisten als Mitkomponisten registrieren, obwohl sie wenig oder keinen Anteil an der Entstehung eines Songs hatten. Danach gefragt, wer J. Taub war, kam vom befragten Bihari die Antwort: „Du stehst im gegenüber!“ Bihari versuchte, das Cut-in zu erklären: „Die meisten Künstler kamen mit Eigenkompositionen ins Tonstudio. Das einzige, was wir änderten, waren bestimmte Textpassagen. Einige Lieder hatten sie nur im Kopf und konnten sie nicht zusammenbekommen. Um die Stücke zum Urheberrechtsschutz anzumelden, haben wir sie von einem Arrangeur prüfen lassen.“ Damit war die Schwelle für den Anspruch auf Erwähnung als Mitkomponist noch nicht erreicht. Alleine beim Modern-Label erschien der Name Taub auf 28 Musiktiteln als Komponist, Ling und Josea jeweils 12 Mal.

## B. B. King

B. B. King – Every Day I Have the Blues

Im Juni 1950 kamen Jules und Saul nach Memphis, wo sie in der lokalen Radiostation WDIA von Riley B. King erfuhren. Dieser hatte bereits 2 Singles für Bullet Records herausgebracht, die bei WDIA im Mai oder Juni 1949 aufgenommen wurden. Im Juli 1950 stand er im neu errichteten Tonstudio von Sam Phillips, wo die Single B. B. Boogie / Mistreated Woman (RPM 304) entstand (veröffentlicht im September 1950). Neben King erschien hier erstmals Jules Taub als Mitkomponist, ein Pseudonym für Jules Bihari. Weitere Singles waren Don’t You Want a Man Like Me / My Baby’s Gone (RPM 318) und Fine Looking Woman (RPM 348), beide aufgenommen am 8. Januar 1951, She’s Dynamite (RPM 232; 27. Mai 1951) und der Bluesklassiker Three O’Clock Blues / That Ain’t the Way to do It (RPM 339; aufgenommen im September 1951 im YMCA Memphis mit einem tragbaren Ampex-Tonbandgerät und veröffentlicht im Dezember 1951), der in wenigen Wochen 100.000 Exemplare verkaufte. King sang bei seinem ersten Hit in Melisma-Form. Es folgte You Know I Love You (RPM 363; April 1952). Im Dezember 1954 erschien die am 18. und 19. August 1954 eingespielte Everyday I Have the Blues / Sneakin‘ Around (RPM 421) und drang bis auf Rang 8 der Rhythm-&-Blues-Hitparade vor. Nach Veröffentlichung berichtete Billboard von anfangs hohen Plattenumsätzen, die über die Jahre zu über 4 Millionen Exemplaren anwuchsen. Damit avancierte Everyday I Have the Blues zu den meistverkauften Bluessongs aller Zeiten und machte King zum erfolgreichsten Künstler bei Modern Records. Gleichzeitig war es die umsatzstärkste Single für Modern Records. Besonders bei Kings Kompositionen scheint Jules Bihari stark in die Arrangements eingegriffen zu haben, selbst die Auswahl der Studiomusiker ging manchmal auf Bihari zurück. B. B. King blieb Modern Records bis 1962 treu und wechselte danach zu ABC-Paramount.

## John Lee Hooker

John Lee Hooker – Boogie Chillen

Musikologisch wichtige Aufnahmen entstanden auch für John Lee Hooker. Der betrat erstmals am 3. September 1948 die United Sound Studios in Detroit, um sein legendäres Boogie Chillen zunächst für Sensation Records aufzunehmen. Boogie Chillen’ (Modern 627) belegte am 19. Februar 1949 für eine Woche den ersten Rang in der Rhythm-&-Blues-Hitparade und war mit einer Million verkaufter Platten der erste Millionenhit für Modern Records. Die zweite Session mit Hooker fand am 18./19. Februar 1949 statt (Weeping Willow Boogie, Hobo Blues und Crawling King Snake). Hookers I’m in the Mood wurde am 7. August 1951 aufgenommen, belegte für 4 Wochen die Topposition und erreichte ebenfalls Millionenseller-Status.

## Weitere Blueslegenden
Little Willie Littlefield nahm seine ersten Kompositionen für Modern Records am 1. Oktober 1949 in Los Angeles auf. Daraus entstand die Single It’s Midnight / Midnight Whistle (Modern 686), die bis auf Rang 3 der Charts vordrang. Auch das am 1. Juli 1949 aufgenommene Farewell konnte sich noch gut platzieren (Modern 686; Rang 5). Nach insgesamt 13 Singles verließ er Modern im August 1952 und wechselte zu Federal Records, einem Tochterlabel von King Records. Nach einigen Labelwechseln nahm Helen Humes für Modern erstmals im August 1950 auf und konnte mit der Single Million Dollar Secret (Modern 779) den sechsten Rang erreichen. Es handelte sich um eine Live-Aufnahme von der „Blues Jubilee“.
Der blues-orientierte Katalog umfasste zudem Blueslegenden wie Etta James, Jimmy Witherspoon oder Elmore James. Etta James nahm ihre erste Single Wallflower für Modern am 24. November 1954 (Modern 947) auf und belegte damit 4 Wochen lang den ersten Rang der R&B-Charts. Im Februar 1955 war die Nachfrage so groß, dass Modern nicht mit der Plattenpresse nachkommen konnte. Ihre letzten Aufnahmen machte sie für Modern im Juni 1957. Jimmy Witherspoon sang für Modern ab November 1948 (Slow Lope / So Sad; Modern 624), im April 1949 entstand Jump Children / Take Me Back Baby (Modern 665). Sein einziger Hit für das Label war eine Live-Aufnahme vom 9. Mai 1949 aus Pasadena (Big Fine Girl / No Rollin‘ Blues; Modern 721); sie erreichte Rang 4. Es entstanden danach zwar noch 16 Singles bis März 1953 bei Modern, doch keine hiervon konnte die Charts erreichen. Elmore James wurde bereits seit Januar 1952 von Joe Bihari produziert und spielte seine ersten Titel I Believe / I Held My Baby Last Night am 22. November 1952 für das Sublabel Meteor in Chicago ein. Die überhaupt erste Single des Sublabels (Meteor 5000) erreichte Rang 9 der Charts. Aus derselben Session stammte die Single Baby, What’s Wrong / Sinful Women (Meteor 5003). Long Tall Woman / Wild About You folgte für Modern, aufgenommen am 4. Januar 1956 in Chicago. Der nicht sehr labeltreue Elmore James ging im Januar 1953 kurzfristig zu Chess Records in der Hoffnung auf mehr Erfolg durch deren besser entwickelte Marketing-Abteilung. Währenddessen ließ Modern Records den bis 1957 laufenden Plattenvertrag ruhen.
In den 1960er Jahren schwand der Erfolg des Modern-Labels, das in seiner Gründungsphase Pionierarbeit im Blues- und Rhythm-&-Blues-Sektor geleistet hatte und vielen Bluesinterpreten eine Karriere ermöglichte. Neben der äußerst preiswerten Produktion des Modern-Katalogs auf den Sublabels arrangierten die Bihari-Brüder auch Aufnahmen bekannter Broadway-Hits, Big-Band-Imitationen und populäre Klassik mit anonym bleibenden Studiomusikern. Es passte sich an den geänderten Musikgeschmack an und begann im Dezember 1964 mit der Veröffentlichung von Soulmusik (ab Modern 1001), beendete seine aktive Phase im Jahre 1969 (Modern 1059), als es beinahe in Konkurs geriet. Die Biharis retteten aber ihren Katalog und ihre Ausgabepraxis in das Sub-Label Kent Records. Das Modern-Label produzierte im Lauf der Jahre über 250 Singles.

## Verkauf
Der krebskranke Jules Bihari verkaufte Modern Records Anfang 1984 zu einem Preis von US-$ 375.000 ($ 140.000 hiervon entfielen auf Urheberrechte) an die neugegründete Kent Record Corporation. Minderheitsaktionär Joe Bihari hatte keine Einflussmöglichkeit und sah den Verkauf als eine Trotzreaktion seines Bruders an. Der Modern-Katalog wurde gleichzeitig von Kamp Associates nach einem langen Rechtsstreit wegen der Eigentumsrechte an den John Lee Hooker-Masterbändern erworben. Es folgte die Duck Soup Music Group (die Michael Jacksons ehemaligem Manager Frank DiLeo gehörte), bevor der Katalog 1990 für etwa 1,8 Millionen $ weiterverkauft wurde. Käufer war ein Konsortium bestehend aus Ace Records (Europa), Virgin Records (USA/Kanada) und Blues Interactions (Asien). Das Konsortium veröffentlicht seither Kompilationen des gesamten Katalogs. So erschien im Mai 2001 auf CD die Modern Records Story von Ace Records, die bereits seit 1982 unter dem Label Kent alle Modern-Aufnahmen in Lizenz vertrieben hatten.

## Künstler
Auf Modern Records veröffentlichten folgende Künstler in der Reihenfolge ihrer ersten Singles:
- Smokey Hogg
- Pee Wee Crayton
- John Lee Hooker
- Floyd Dixon
- Sylvester Cotton
- Joe Lutcher
- Little Willie Littlefield
- Jesse Thomas
- Little Esther
- Johnny Otis
- Roy Hawkins
- Jimmy Witherspoon
- Jimmy McCracklin
- Charles Brown
- Gene Phillips
- Jack McVea
- Joe Fritz
- Lil Greenwood
- Herb Fisher
- Hadda Brooks
- Edna Broughton
- Helen Humes
- Maxwell Davis
- June Barton
- Joe Hill Louis
- Mumbles Horton
- Ira Amos
- Richard Lewis and the Barons
- Dick Cole
- Phinus Newborn
- Ramp Davis
- Johnny Ingram
- Lil’ Son Jackson
- Rev C.C. Chapman
- Faith Temple Joe
- Driftin’ Slim
- Boyd Gilmore
- Little Junior and the Blue Flames
- Jimmy Lee
- Ben Burton
- Jimmy Giuffre
- Charley Booker
- Joe Houston
- Mary Sue
- Johnny Moore’s Three Blazers
- Baby Face Turner
- Ray Agee
- Jay Franks
- Mari Jones
- Clifford Blivens
- Oscar McLollie
- Little Ruth
- Lucky Enois Quintet
- Lawrence Stone
- Eddie Townes
- Young Jesse
- Sister Christine Sykes
- Jerry Thomas
- Dennis Binder
- Marvin & Johnny
- Linda Peters
- Native Boys
- Arthur Lee Maye and The Crowns
- Poka-Dotts
- Etta James
- The Cadets
- The Cobras
- Dolly Cooper
- The Sounds
- The Cliques
- Shirley Gunter and the Flairs
- The Hawks
- Jimmy Beasley
- The Rockets
- Long Tall Marvin
- The Tonettes
- The Rocketeers
- Curley Williams
- Jesse Belvin
- Mitchell „Tiny“ Webb

Weitere Künstler auf Alben:
- Red Callender
- Stan Getz
- Kay Starr
- Erroll Garner
- Wardell Gray
- Don, Dick & Jimmy
- Joe Houston
- Vido Musso
- Little Richard
- Ikettes

## Ausgabenserien
- Modern 10 Inch LP 2000 Serie (MOD. 2001 – MOD. 2012), 1950/51
- Modern 12 Inch LP 1200 Serie (LMP-1201 – LMP-1215), 1956
- Modern 7000/800 Serie (MLP-7000 – MLP-7023), 1960
- Modern 1000 Serie (1001 – 1003), 1965
- Modern 100/1000 Serie (MM1000 – MM1003), 1966